# The Universe's Star
The Universe's Star (en hangul, 우주의 별이; en hanja, 宇宙之星; romanización revisada, Woojooui Byuli) es un drama de televisión surcoreano protagonizado por Kim Jun-myeon y Ji Woo. El drama es de la trilogía de MBC y Naver Three Color Fantasy. El color del drama es blanco y será seguido por Romance Full of Life (Green). Se emitió en Naver TV Cast todos los días de la semana a las 23:59p.m. (KST) a partir del 23 de enero y en MBC todos los jueves a las 23:10 (KST) a partir del 26 de enero de 2017.

## Sinopsis
The Universe's Star es una historia de amor entre un talentoso cantante y compositor Woo Joo (Kim Jun-myeon) y Byul (Ji Woo), una estudiante de diecinueve años que se convierte en una parca después de morir en un accidente.

## Elenco

### Principal
- Kim Jun-myeon como Woo Joo[5]
- Ji Woo como Byul[6]

### Secundario
- Shin Hyun-soo como Koo Se-joo[7]
- Na Hae-ryung como Dra. Yoon So-ri
- Yoon Jin-sol como Gak Shi
- Ko Kyu-pil como mánager Ko
- Lee Si-eon como la parca
- Lee Ji-hoon como Uhm Dae-pyong

### Apariciones especiales
- Joo Jin-mo como Gu Seon-gwan
- Lee Dae-yeon como el padre de Woo Joo
- Lady Jane com Jo Yi-na

## Producción
El drama es pre-producido como una coproducción entre Naver e iMBC.
El drama está escrito y dirigido por Kim Ji Hyun que es conocido por Splash Splash Love, que ganó un premio en 20th AsiaTV Awards como el mejor drama corto.
La primera lectura del guion ocurrió en septiembre de 2016 en MBC Broadcasting Station en Sangam, Corea del Sur.

## Episodios
| Episodio # | Fecha                 | Duración |
| NaverTV    | NaverTV               | NaverTV  |
| ---------- | --------------------- | -------- |
| 1          | 23 de enero de 2017   | 11:55    |
| 2          | 23 de enero de 2017   | 17:10    |
| 3          | 23 de enero de 2017   | 13:28    |
| 4          | 24 de enero de 2017   | 8:05     |
| 5          | 25 de enero de 2017   | 5:37     |
| 6          | 27 de enero de 2017   | 9:23     |
| 7          | 27 de enero de 2017   | 7:17     |
| 8          | 30 de enero de 2017   | 9:37     |
| 9          | 30 de enero de 2017   | 9:43     |
| 10         | 30 de enero de 2017   | 9:54     |
| 11         | 31 de enero de 2017   | 7:51     |
| 12         | 1 de febrero de 2017  | 9:34     |
| 13         | 3 de febrero de 2017  | 12:37    |
| 14         | 3 de febrero de 2017  | 14:19    |
| 15         | 6 de febrero de 2017  | 8:38     |
| 16         | 6 de febrero de 2017  | 8:59     |
| 17         | 6 de febrero de 2017  | 11:41    |
| 18         | 7 de febrero de 2017  | 8:15     |
| 19         | 8 de febrero de 2017  | 7:01     |
| 20         | 10 de febrero de 2017 | 11:38    |
| 21         | 10 de febrero de 2017 | 12:44    |

## Banda sonora
| N.º | Título                                  | Artistas              | Duración |  |
| 1.  | «Starlight» (낮에 뜨는 별)              | Suho (EXO) feat. Remi | 03:08    |  |
| 2.  | «The Moment I First Saw» (처음 본 순간) | Remi                  | 03:19    |  |
| 3.  | «Starlight» (Inst.)                     |                       | 03:08    |  |
| 4.  | «The Moment I First Saw» (Inst.)        |                       | 03:19    |  |